# Antonee Robinson
Antonee Robinson, né le 8 août 1997 à Milton Keynes (Angleterre), est un joueur international américain de soccer qui joue au poste de défenseur au Fulham FC.

## Biographie

### En club
Formé à l'Everton FC qu'il rejoint à l'âge de onze ans, Antonee Robinson signe son premier contrat professionnel en juillet 2015, peu après avoir été élu meilleur joueur de la saison dans la catégorie des moins de dix-huit ans. Le même mois, il participe à la pré-saison avec le groupe professionnel mais se blesse gravement au genou, ce qui l'éloigne des terrains pendant pratiquement toute la saison 2015-2016. La saison suivante, Robinson devient un joueur important avec les moins de vingt-trois ans, sacrés champion d'Angleterre en 2017.
Le 4 août 2017, le défenseur est prêté aux Bolton Wanderers jusqu'au mois de janvier 2018. Ce prêt est finalement prolongé jusqu'à la fin de la saison. Robinson participe à trente-quatre matchs toutes compétitions confondues avec le club de Bolton avant de réintégrer l'effectif des Toffees à l'issue de la saison.
Le 3 août 2018, Robinson signe un nouveau contrat de trois ans avec Everton avant d'être de nouveau prêté pour une saison, cette fois à Wigan Athletic. Il prend part à vingt-six matchs sous le maillot des Latics, qu'il rejoint définitivement le 15 juillet 2019.
Le 20 août 2020, Antonee Robinson s'engage pour quatre saisons avec le Fulham FC, promu en Premier League.

### En sélection
Né en Angleterre d'un père anglais naturalisé américain, Antonee Robinson est éligible pour porter les couleurs des deux nations. En 2014, il porte le maillot de l'équipe des États-Unis des moins de dix-huit ans à une reprise.
Le 19 mars 2018, il est convoqué pour la première fois en équipe des États-Unis pour un match amical face au Paraguay. Il n'entre cependant pas en jeu.
Le 29 mai 2018, Robinson honore sa première sélection avec les États-Unis en étant titularisé lors d'un match amical face à la Bolivie (victoire 3-0).
Le 9 novembre 2022, il est sélectionné par Gregg Berhalter pour participer à la Coupe du monde 2022.

## Statistiques
| Saison                | Club                    | Championnat           | Championnat | Championnat | Championnat | Coupe nationale | Coupe nationale | Coupe nationale | Coupe de la Ligue | Coupe de la Ligue | Coupe de la Ligue | États-Unis | États-Unis | États-Unis | Total | Total | Total |
| Saison                | Club                    | Division              | M.          | B.          | P.d.        | M.              | B.              | P.d.            | M.                | B.                | P.d.              | M.         | B.         | P.d.       | M.    | B.    | P.d.  |
| 2017-2018             | Bolton Wanderers (prêt) | Championship          | 30          | 0           | 4           | 1               | 0               | 0               | 3                 | 0                 | 1                 | 2          | 0          | 1          | 36    | 0     | 6     |
| 2018-2019             | Wigan Athletic (prêt)   | Championship          | 26          | 0           | 1           | -               | -               | -               | -                 | -                 | -                 | 5          | 0          | 1          | 31    | 0     | 2     |
| Sous-total            | Sous-total              | Sous-total            | 56          | 0           | 5           | 1               | 0               | 0               | 3                 | 0                 | 1                 | 7          | 0          | 1          | 67    | 0     | 7     |
| 2019-2020             | Wigan Athletic          | Championship          | 38          | 1           | 1           | 1               | 0               | 0               | -                 | -                 | -                 | -          | -          | -          | 39    | 1     | 1     |
| Sous-total            | Sous-total              | Sous-total            | 38          | 1           | 1           | 1               | 0               | 0               | -                 | -                 | -                 | -          | -          | -          | 39    | 1     | 1     |
| 2020-2021             | Fulham FC               | Premier League        | 28          | 0           | 0           | 1               | 0               | 0               | 3                 | 0                 | 0                 | 5          | 0          | 0          | 37    | 0     | 0     |
| 2021-2022             | Fulham FC               | Championship          | 36          | 2           | 4           | -               | -               | -               | 1                 | 1                 | 0                 | 17         | 2          | 0          | 54    | 5     | 4     |
| 2022-2023             | Fulham FC               | Premier League        | 35          | 0           | 1           | 3               | 0               | 0               | -                 | -                 | -                 | 7          | 0          | 0          | 45    | 0     | 1     |
| 2023-2024             | Fulham FC               | Premier League        | 37          | 0           | 6           | 2               | 0               | 0               | 5                 | 0                 | 0                 | 10         | 2          | 0          | 54    | 2     | 6     |
| 2024-2025             | Fulham FC               | Premier League        | 28          | 0           | 10          | -               | -               | -               | -                 | -                 | -                 | 4          | 0          | 0          | 32    | 0     | 10    |
| Sous-total            | Sous-total              | Sous-total            | 164         | 2           | 21          | 6               | 0               | 0               | 9                 | 1                 | 0                 | 43         | 4          | 0          | 222   | 7     | 21    |
| Total sur la carrière | Total sur la carrière   | Total sur la carrière | 258         | 3           | 27          | 8               | 0               | 0               | 12                | 1                 | 1                 | 50         | 4          | 2          | 328   | 8     | 30    |

## Palmarès

### En club
- Fulham
  - Champion d'Angleterre de D2 en 2022.

### En sélection
- États-Unis
  - Vainqueur de la Ligue des nations de la CONCACAF en 2020, 2023 et 2024.

### Distinctions personnelles
- Joueur américain de soccer de l'année en 2025.
- Membre de l'équipe-type du Championnat d'Angleterre de deuxième division en 2022.